# Rollei
Rollei GmbH és una empresa alemanya fabricant de càmeres fotogràfiques. Va ser fundada l'1 de febrer del 1920 amb el nom de Werkstatt für Feinmechanik und Optik - Franke und Heidecke (Taller de mecànica de precisió i d'optica - Franke i Heidecke) per Paul Franke i Reinhold Heidecke a Braunschweig, Baixa Saxònia, Alemanya. Va canviar de nom el 1962 per tornar-se Rolleiwerke Franke & Heidecke.
Aquesta marca és coneguda principalment per la fabricació de models de càmeres reflex, en especial per la sèrie de format mitjà bi-objectiu Rolleiflex (i el seu "germà petit", el Rolleicord), populars durant les dècades del 1950 i 1960. Rollei ha fabricat tant sèries de càmeres de format mitjà – com la Rolleiflex i la Rolleicord –, com càmeres de 35 mm com la Rollei 35, la Rolleiflex SL35 i la Rolleimatic.
Els models de càmeres de Rollei normalment fan servir lents de les marques alemanyes Carl Zeiss AG i Schneider Kreuznach.
Avui en dia, la gamma Rolleiflex encara existeix, però només per una part nostàlgica (i molt cara) en la qual reprèn el sistema bi-objectiu, i en una altra que consisteix en un sistema modular de format mitjà mono objectiu i completament electrònic: la sèrie 6000, amb molta reputació.
Recentment, Rollei s'ha posat a vendre sota la seva marca pel·lícules fotogràfiques produïdes en col·laboració amb Maco, com el Rollei R3, o venent pel·lícules ja existents, com els Rollei Retro 100 i Retro 400 (que són les pel·lícules Agfa APX rebatejades Rollei).
Rollei fabricava també projectors de diapositives.

## Models

### Rolleiflex

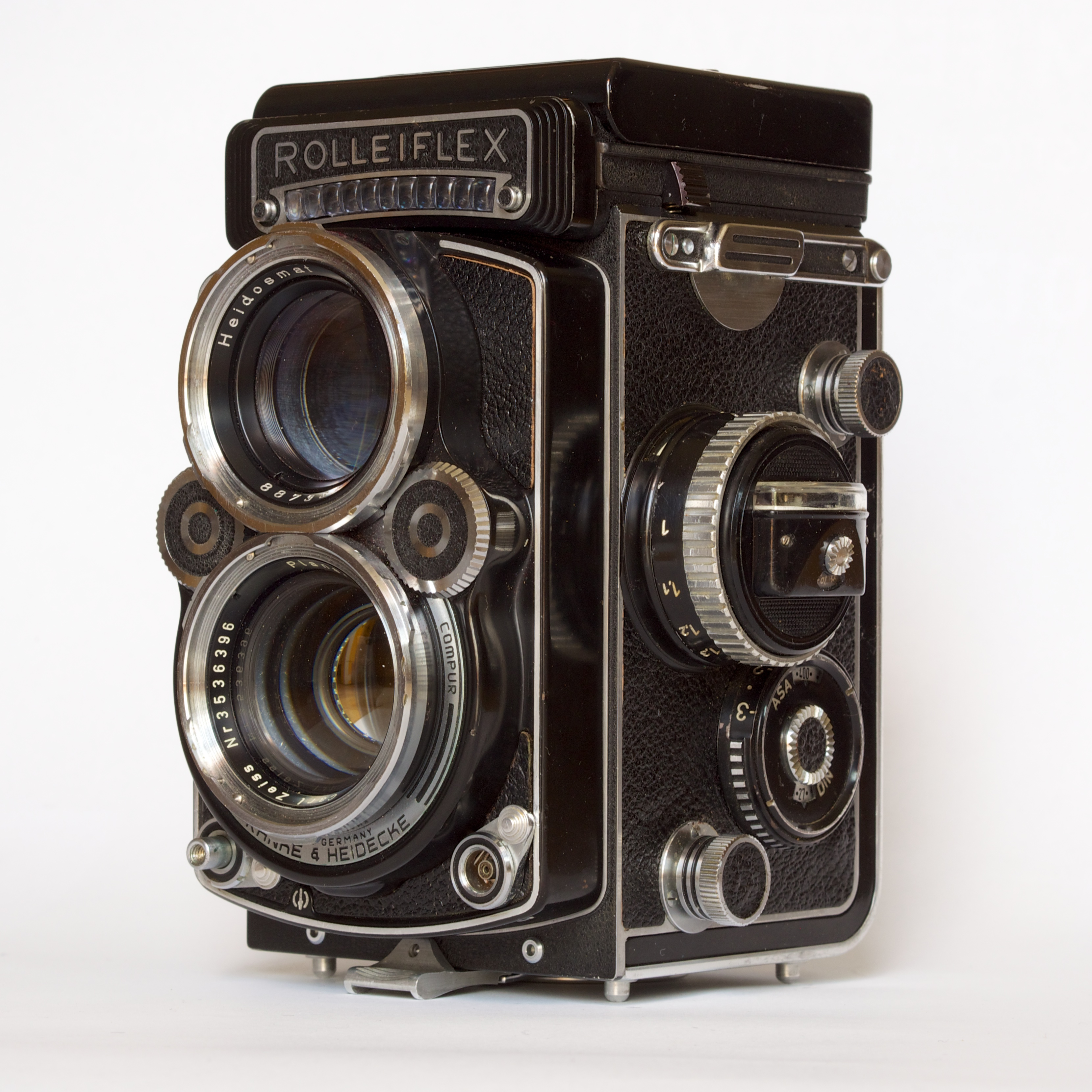
Rolleiflex de format mitjà.

#### Rolleiflex de f/3.5
Rolleiflex original
- Rolleiflex (1928-1932)
- Standard Rolleiflex K2 model 620 (1932-1938)
- Standard Rolleiflex K2 model 621 (1932-1935)
- Standard Rolleiflex K2 model 622 (1934-1938)
- Rolleiflex Automat model 1 (1937-1939)
- Rolleiflex Automat model 2 (1939-1945)
- Rolleiflex New Standard (1939-1941)
- Rolleiflex Automat Model 3 (1945-1949)
- Rolleiflex Automat X (1949-1951)
- Rolleiflex Automat Model 4 (1951-1954)
- Rolleiflex 3.5 MX-EVS (1954-1956)
- Rolleiflex 3.5 E (1956-1959)
- Rolleiflex 3.5 E2 (1959-1960)
- Rolleiflex 3.5 E3 (1961-1965)
- Rolleiflex T 1 (1958-1966)
- Rolleiflex T 2 (1966-1971)
- Rolleiflex T 3 (1971-1976)
- Rolleiflex 3.5F Model 1 (1958-1960)
- Rolleiflex 3.5F Model 2 (1960)
- Rolleiflex 3.5F Model 3 (1960-1964)
- Rolleiflex 3.5F Model 4 (1965-1976)
- Rolleiflex 3.5F Model 5 (1979)

#### Rolleiflex de f/2.8
Rolleiflex 2.8 F
- Rolleiflex 2.8A Type 1 (1949-1951)
- Rolleiflex 2.8A Type 2 (1951)
- Rolleiflex 2.8B (1952-1953)
- Rolleiflex 2.8C (1952-1955)
- Rolleiflex 2.8D (1955-1956)
- Rolleiflex 2.8E (1956-1959)
- Rolleiflex 2.8E 2 (1959-1960)
- Rolleiflex 2.8E 3 (1962-1965)
- Rolleiflex 2.8F (1960-1981)
- Rolleiflex 2.8F 2/3 (1966-1976)
- Rolleiflex 2.8F 4 (1976-1980)
- Rolleiflex 2.8F Aurum (1982-1984)
- Rolleiflex 2.8F Platin (1984-1990)
- Rolleiflex 2.8GX (1987-2002), hi va haver una edició per l'aniversari dels seixanta anys (1929-1989) produïda el 1989/1991 i una "Helmut NewtonEdition" el 1992/1993.

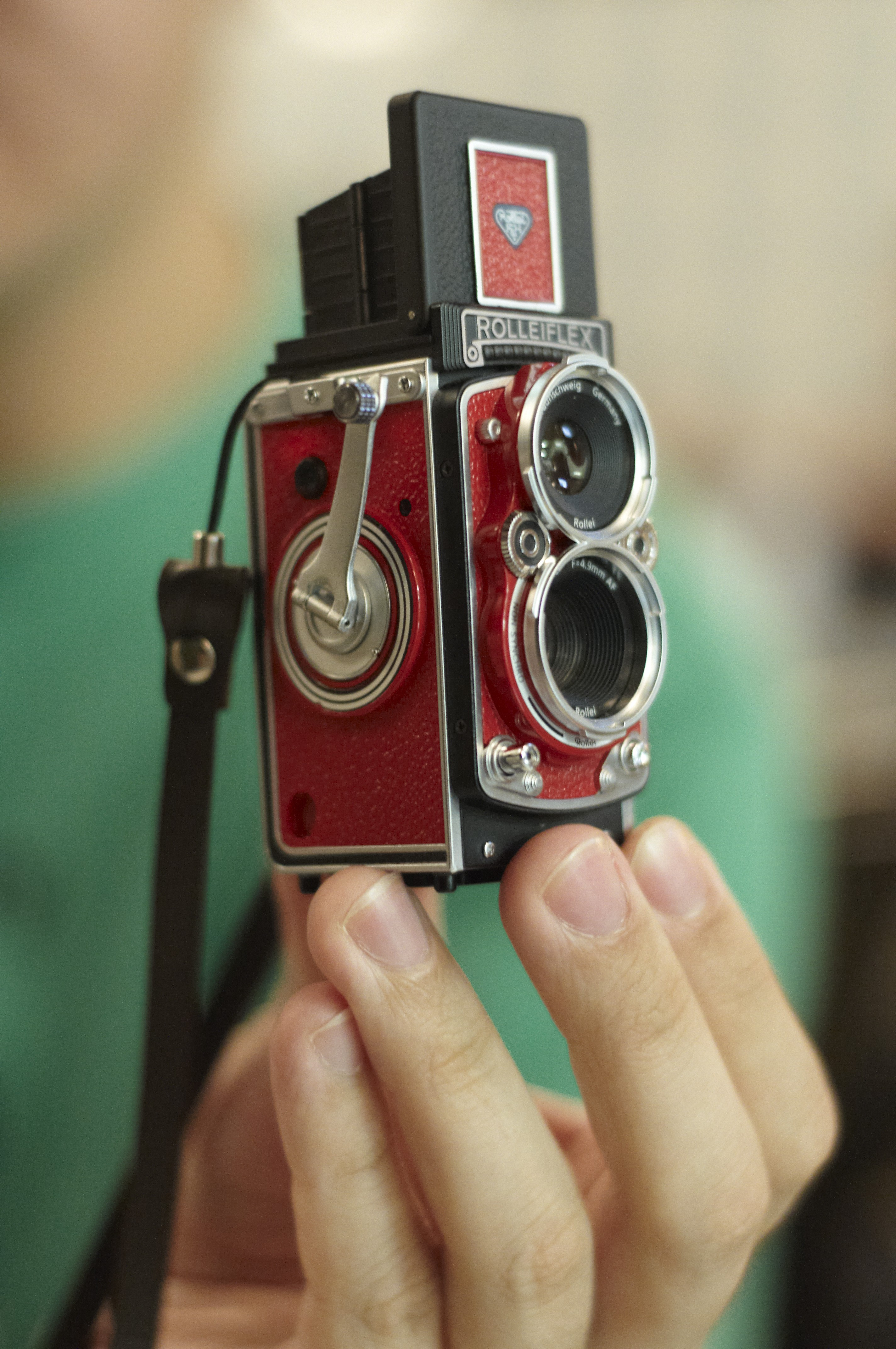
Rolleiflex Baby.

#### Aparells particulars
- Tele Rolleiflex type 1 (1959-1974) type 2 (1970-1974), 8.378 exemplars produïts. Números de sèrie: 2300000 al 2304999 (tipus 1) i 2305000 al 2308377 (tipus 2)
- Rolleiflex Grand Angle (1961-1967), 4.000 exemplars produïts. Números de sèrie: 2490000 al 2493999
- Rollei 16 S (1966-1972), 20.000 exemplars produïts. Càmeres del tipus « Submini », utilitzaven pel·lícula de format 16 mm muntat en cassets que produïen una imatge de 12×17 m

#### Rolleiflex Baby
Aquests aparells més petits produïen imatges de 4×4 cm sobre pel·lícula 127.
- Rolleiflex Baby 4 × 4 1931 (1931-1932)
- Rolleiflex Baby 4 × 4 1933 (1933-1934)
- Rolleiflex Baby 4 × 4 1934/8 (1934-1938)
- Rolleiflex Baby 4 × 4 1938 Sport (1938-1943)
- Rolleiflex Baby 4 × 4 1957 Gris (1957-1963)
- Rolleiflex Baby 4 × 4 1963 Negre (1963-1968)

### Rolleicord
En el seu origen, aquests aparells tenien per objectiu fer accessible el principi del Rolleiflex a un nombre més gran de fotògrafs simplificant el disseny de l'aparell per així poder baixar el preu. Els models van anar millorant amb el temps i els del final (la sèrie V sobretot) no tenien res a envejar a la qualitat de fabricació dels seus avantpassats, només la utilització practica era una mica diferent, es notava sobretot l'absència d'una maneta per desenrotllar la pel·lícula acoblada l'armament de l'obturador. Al seu lloc, trobàvem una manipulació a dos temps: es desenrotllava la pel·lícula prement un botó, i a continuació es muntava l'obturador amb una maneta.

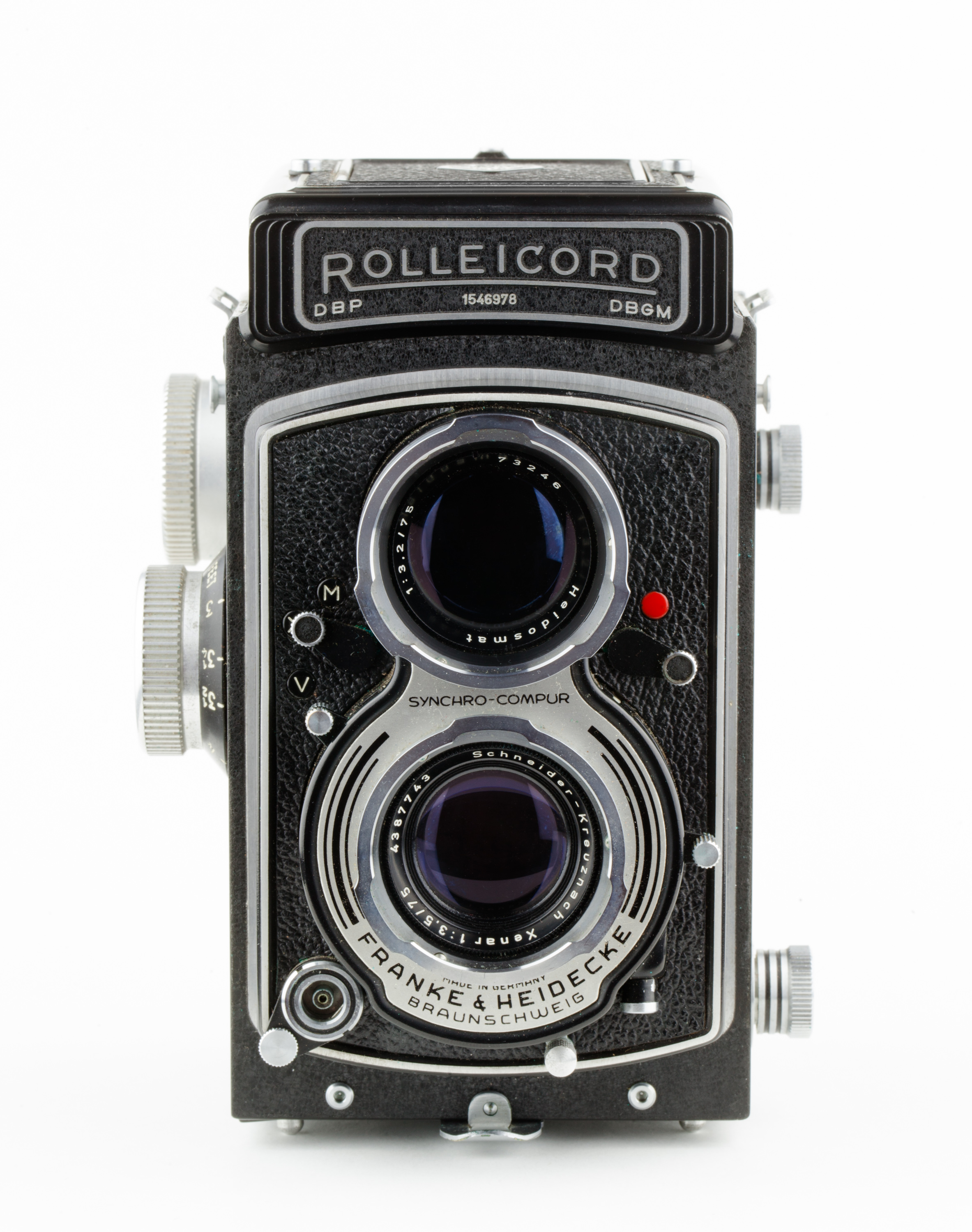
Rolleicord Model V

Aquesta gamma està totalment desapareguda.
- Rolleicord I f:4.5 (1933-1936)
- Rolleicord I f:3.8 (1934-1936)
- Rolleicord Ia (1936-1937)
- Rolleicord II (1936-1937)
- Rolleicord Ia Type 2 (1937-1938)
- Rolleicord IIa (1937-1938)
- Rolleicord Ia Type 3 (1938-1947)
- Rolleicord IIb (1938-1939)
- Rolleicord IIc (1939-1949)
- Rolleicord IId (1947-1950)
- Rolleicord IIe (1949-1950)
- Rolleicord III (1950-1953)
- Rolleicord IV (1953-1954)
- Rolleicord V (1954-1957)
- Rolleicord Va (1957-1961)
- Rolleicord Vb (1962-1977)

### Rolleiflex SL
"SL" significa Single Lens (un sol objectiu): Rollei va abandonar allò que li havia donat l'èxit i li havia format la imatge (les Rolleiflex bi-objectiu) per aparells molt menys originals (reprenent el principi de les càmeres Hasselblad amb visor reflex), però més moderns i molt més demandats.
- Rolleiflex SL66 (1966-1986)
- Rolleiflex SL66E (1982-1986)
- Rolleiflex SL66X (1982-1992)
- Rolleiflex SL66SE (1986-1993)
- Sèrie SLX:
  - Rolleiflex SLX (1976-1979)
  - Rolleiflex SLX, 2n model (1978-1985)

### Gamma 6000
La gamma 6000 és l'evolució més millorada del SLX. Els primers models, els 6006 i 6002 utilitzen objectius HFT com els SLX, la compatibilitat entre les dues gammes és total.
Els models següents 6008, 6003 i 6001 utilitzen objectius HFT PQ i PQS. Els objectius HFT no transmetien el valor del diafragma, la mesura de llum es feia amb la obertura completa i la tancada del diafragma era més lenta. L'obturador dels objectius PQS pujava a l'1/1000s contra l'1/500s dels altres tipus.
- Rolleiflex 6006 v1 (1983-1989)
- Rolleiflex 6006 v2 (1989-1993)
- Rolleiflex 6002 (1986-1990)
- Rolleiflex 6008 Professional (1988-1992)
- Rolleiflex 6008 Professional SCR 1000 (1993-1995)
- Rolleiflex 6008 Integral (des del 1995)
- Rolleiflex 6008AF (des del 2002), el primer reflex modular de format mitjà equipat amb objectius que es preparen automàticament.
- Rolleiflex 6003 SCR 1000 (1994-1996)
- Rolleiflex 6003 Professional (1996-?)
- Rolleiflex 6001 Professional (des del 1998)

La nova evolució d'aquesta gamma és el Hy6, desenvolupat per al numèric però encara compatible amb la pel·lícula química.

### Càmeres de 35 mm
- Rollei 35: compacta amb un visor original (Alemanya) amb un Carl Zeiss 40 mm F3.5 Tessar.
- Rollei 35S i SE: compacta (Singapur) amb un 40 mm f2.8 Zeiss Sonnar construït per Rollei.
- Rolleimatic: compacta amb un mecanisme únic de càrrega de la pel·lícula.
- Rolleiflex SL2000 (o 3003): reflex mono objectiu - una reflex 35 mm amb la possibilitat de canviar la pel·lícula abans que aquest sigui íntegrament exposat; no va ser la primera però era única per una reflex 35 mm moderna.
- Rolleiflex SL35: sèrie de reflex mono-objectius produïts de dels anys setanta fins al final dels vuitanta i utilitzant òptiques Carl Zeiss. Altres objectius, com els Schneider, i els Rolleinar (construïts per Rollei principalment per Mamiya) estaven també disponibles.
- Rollei 35 RF: Càmera telemètrica distribuïda sota la marca Rollei, però fabricada per Cosina sobre una base de Voigtländer Bessa R2.

### Càmeres numèriques
- Rollei Mini Digi: càmera numèrica amb l'aspecte d'una Rolleiflex en miniatura, fabricada al Japó per Sharan.
- Rollei Prego series: una sèrie de compactes numèriques.

### Projectors de diapositives
- P35
- P300
- P3800